# Vallirana
Vallirana település Spanyolországban, Barcelona tartományban. Lakosainak száma 15 985 fő (2024).

## Földrajza
Vallirana Torrelles de Llobregat, Cervelló, Begues, Olesa de Bonesvalls és Subirats községekkel határos.

## Népesség
A település lakosságának változását az alábbi diagram mutatja:
| Lakosok száma | 118  | 1517 | 1311 | 1635 | 4965 | 11 678 | 14 066 | 14 612 | 15 006 | 15 985 |
|               | 1717 | 1887 | 1936 | 1960 | 1986 | 2004   | 2009   | 2014   | 2019   | 2024   |